# Graff Racing
Graff Racing est une écurie française de sport automobile fondée en 1985 par Jean-Philippe Grand, pilote qui venait de remporter le 1er titre de Champion de France de Formule Ford en 1984, associé à François Fayman, journaliste tourangeau. Graff vient de l'association GRA + FF.
Cette structure s'est engagée en monoplace durant de nombreuses années (Formule Ford, Formule Renault, Formule 3) mais aussi en supertourisme, en grand tourisme et en endurance.

## Historique

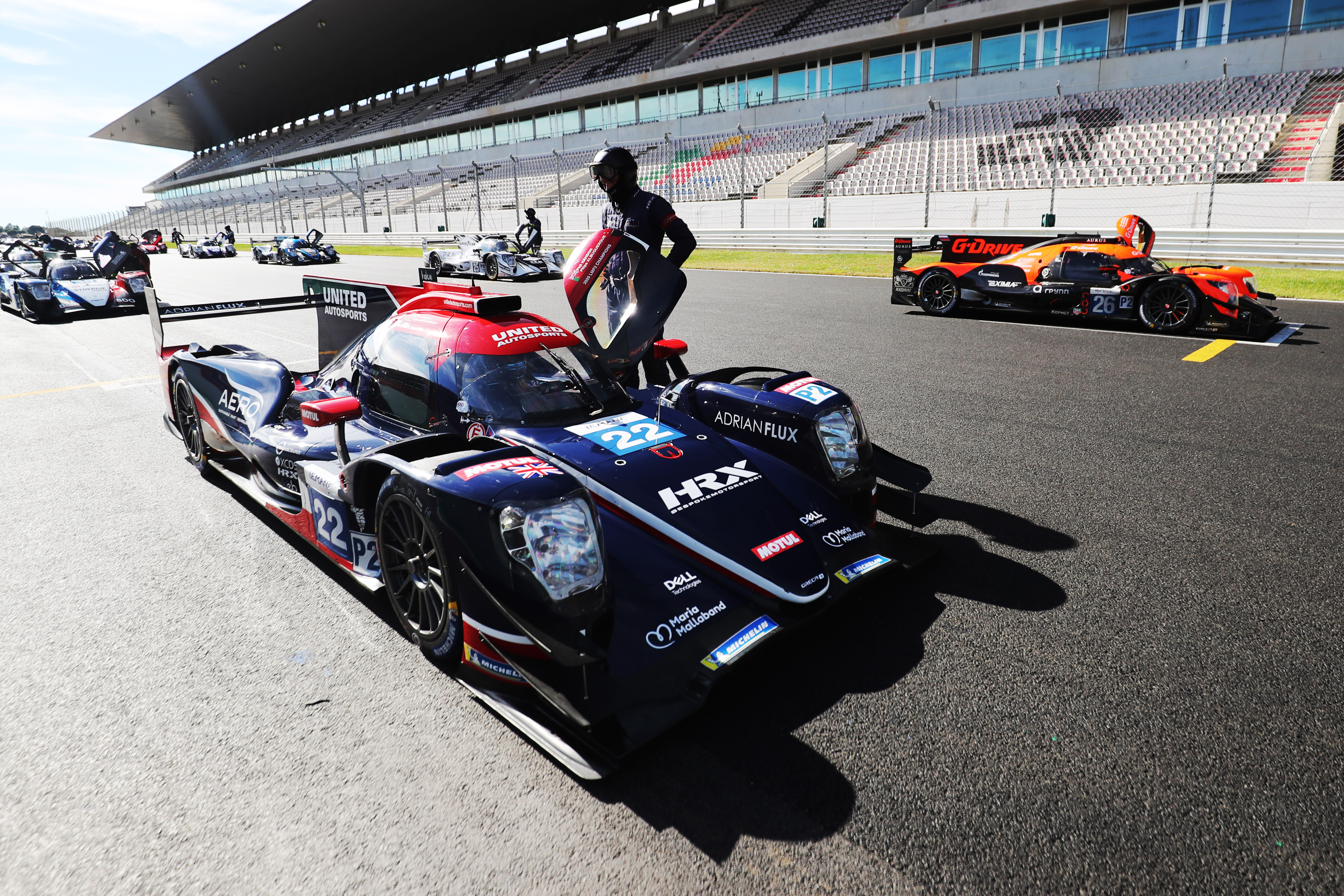
Grille de départ des 4 Heures de Portimão 2020

Jean-Philippe Grand commence à courir sous son propre nom à la fin des années 1970 mais ne donne le nom de Graff Racing à son organisation qu'en 1985. En dehors de son palmarès important, le Graff Racing s'est fait remarquer en engageant des journalistes sportifs expérimentés lors des 24 Heures du Mans permettant ainsi à Marc Menant ou Jean-Luc Roy de participer à cette compétition. Le pilote de moto-cross, Gaston Rahier, fut aussi engagé dans la course en 1987.
En 2011, l'écurie s'engage dans le nouveau championnat Blancpain Endurance Series.
En 2013, l'écurie s'implante au 17, rue Ferdinand de Lesseps à Morangis. Elle s'adresse aux gentlemen drivers ainsi qu'aux pilotes professionnels. Elle participe depuis au GT tour, à la Porsche Cup, au championnat VdeV ainsi qu'au Peugeot THP.
En 2014, l'écurie engage deux Ligier JS53 EVO en championnat VdeV avec comme objectif de se préparer pour les 24 Heures du Mans.
Pour la saison 2015, l'écurie change ses couleurs pour le Bleu-Blanc-Rouge et s'engage en ELMS au volant d'une Ligier JSP2. Un dossier est déposé pour participer à nouveau aux 24 Heures du Mans (12e participation du team).
Afin de créer une filière endurance, elle continuera également son engagement en VdeV avec ses Ligier JS53 EVO.
En 2016, le Graff Racing termine vice-champion European Le Mans Series et vice-champion V de V endurance series en catégorie  LMP3.
L'équipe participe aux 24 Heures du Mans 2017 en catégorie LMP2 avec deux Oreca 07 (no 39 et 40) et aligne quatre voitures en Road to Le Mans. Durant la saison, Graff Racing participe à l'European Le Mans Series 2017 dans la catégorie LMP2 et également en catégorie LMP3.
En 2018, l'écurie s'engage aux 24 Heures du Mans avec son Oreca 07 et monte sur la deuxième marche du podium en catégorie LMP2.
En 2019, Graff Racing participe à nouveau aux 24 Heures du Mans et au championnat Européen d'endurance avec une LMP2, pilotée par Tristan Gommendy, Jonathan Hirschi et Alexandre Cougnaud, ainsi qu'avec une LMP3 aux couleurs de Realteam Racing, avec Esteban Garcia et David Droux. Elle engage également deux voitures en Michelin Le Mans Cup, avec les duos Eric et Adrien Trouillet, Nicolas Schatz et Adrien Chila. Elle se place, cette année-là, en troisième position du championnat avec LMP2. En parallèle, elle s'engage en Ultimate Cup Series avec des Formule Renault 2.0 et LMP3. 
En 2020, elle renouvelle son engagement en European Le Mans Series, en Ultimate Cup Series avec cette fois-ci, les nouvelles F3 T318, ainsi qu'aux 24 Heures du Mans.

## Palmarès
- Formule Ford
  - Treize titres de Champion de France de 1984 à 2000
  - Deux titres de Champion d'Europe en 1996 et 1997
  - Pilotes titrés : Jean-Philippe Grand, Jacques Goudchaux, William David, Jean-Christophe Boullion, Alexandre Janoray, Jean-Bernard Bouvet, Soheil Ayari, Patrice Gay, David Terrien, Matthew Davies, Jean-Christophe Ravier, Renaud Derlot et Jérémie de Souza

- Formule Renault
  - Cinq titres de Champion de France de 2000 à 2006
  - Pilotes titrés :  Laurent Groppi, Patrick Pilet, Loïc Duval, Eric Salignon, Renaud Derlot

- Formule 3
  - Trois titres de Champion de France de 1991 à 1997
  - Pilotes titrés :  Christophe Bouchut, Soheil Ayari, Patrice Gay
  - Victoire et doublé lors du Grand Prix de Macao de Formule 3 en 1997 avec Soheil Ayari devant Patrice Gay

- Porsche Carrera Cup France
  - Deux titres pilotes avec Patrick Pilet en 2007 et Renaud Derlot en 2009

- Championnat Européen d'Endurance
  - Vice-champion d'Europe d'Europe LMP3 en 2016
  - 3e au championnat LMP2 en 2017 et 2019
  - 3e du championnat Michelin Le Mans Cup en LMP3 en 2020
- Grand tourisme
  - Vainqueur du classement par équipes du Championnat de France FFSA GT en 2010 avec Renaud Derlot, Arnaud Peyroles, Julien Canal et Gérard Tonelli[6]

- 24 Heures du Mans
  - 15 participations de 1980 à 2020
  - 6e au général en 2017 et 2018
  - 2e en catégorie LMP2 en 2018
  - 18e et dernier classé mais vainqueur de la catégorie S2.0 en 1981

## Pilotes actuels et anciens pilotes
| Pilotes actuels - Eric Trouillet - Luis Sanjuan - David Droux - James Winslow - John Corbett - Loris Kyburz - Louis Rossi - Alim Geshev - Yann Zimmer - Sébastien Page - George King - Samir Ben - Haowen Luo - Axel Gnos - Georgios Kolovos |  | Anciens pilotes - Christophe Bouchut - Jean-Christophe Boullion - Emmanuel Collard - Renaud Derlot - Loïc Duval - Philippe Gache - Laurent Groppi - Nicolas Lapierre - Simon Pagenaud - Patrick Pilet - Eric Salignon - David Terrien - Alexandre Cougnaud |